# Bredia fordii
Bredia fordii är en tvåhjärtbladig växtart som först beskrevs av Henry Fletcher Hance, och fick sitt nu gällande namn av Friedrich Ludwig Diels. Bredia fordii ingår i släktet Bredia och familjen Melastomataceae. Inga underarter finns listade i Catalogue of Life.